# أوليفر سميث (ممثل)
أوليفر سميث (بالإنجليزية: Oliver Smith)‏ هو ممثل بريطاني، ولد في 29 مايو 1952 بإنجلترا في المملكة المتحدة.

## وصلات خارجية
- أوليفر سميث على موقع IMDb (الإنجليزية)
- أوليفر سميث على موقع قاعدة بيانات الفيلم (الإنجليزية)